# Lasse Jørgensen
Lasse Schwartz Jørgensen (født 23. april 1984) er dansk fodboldspiller, der er målmand. Han har siden 2010 været kontraktløs.
Lasse Jørgensen fik sin fodboldopdragelse i Galten FS og kom derefter på Silkeborg Fodbold College, hvor han spillede som yngling for Silkeborg IF. I 2003 blev han seniorspiller, men der skulle gå fire år, inden han fik sin førsteholdsdebut, idet han har stået i skyggen af den normale førstemålmand, David Preece.